# Willem Marinus van Rossum
Willem Marinus van Rossum, C.Ss.R. (Zwolle, 3 de setembro de 1854 - Maastricht, 30 de agosto de 1932) foi um cardeal holandês da Igreja Católica Romana. Ele serviu como Prefeito da Congregação para a Propagação da Fé, e foi elevado ao cardinalato em 1911.

## Biografia
Nasceu em Zwolle em 3 de setembro de 1854. De uma família de fabricantes de barris de classe média baixa. Filho de Jan van Rossum e Hendrika Veldwillems. Um de seus avós era alemão. Quando ele tinha nove anos, seus pais morreram e ele foi colocado no orfanato católico de Zwolle. Seu primeiro nome também está listado como Willem.
Entrou no seminário menor da Arquidiocese de Utrecht em Culemborg em 1867 e lá estudou até 1873. Ingressou na Congregação do Santíssimo Redentor (Redentoristas), 15 de junho de 1873, Roermond; professou, 16 de junho de 1874, Bois-le-Duc. Recebeu sua formação nas casas redentoristas de estudos; um de seus professores foi Petrus Oomen, provincial dos redentoristas holandeses.
Ordenado em 17 de outubro de 1879, Wittem. Professor de Latim e Retórica em Roermond, 1880. Professor de Teologia Dogmática, Escolasticado de Wittem, 1883-1892; prefeito de estudos, 1886-1893; reitor, 1893-1895. Membro da comunidade redentorista de Roma, 1895-1911. Consultor da Suprema SC do Santo Ofício, 25 de dezembro de 1896. Conselheiro da comissão para a codificação do direito canônico, 15 de abril de 1904. Consultor geral de sua congregação, 1909-1911.
Criado cardeal diácono no consistório de 27 de novembro de 1911; recebeu o chapéu vermelho e a diaconia de São Cesário em Palatio, 30 de novembro de 1911. Legado papal ao Congresso Eucarístico Internacional, Viena, Áustria, 15 de agosto de 1912. Condecorado com a grã-cruz da Ordem Austríaca de Sankt Stefan, 1912 Presidente da Pontifícia Comissão Bíblica, 13 de janeiro de 1914. Participou do conclave de 1914, que elegeu o Papa Bento XV. Grande Penitenciária, 1º de outubro de 1915. Optou pela ordem dos cardeais sacerdotes e pelo título de Santa Cruz de Jerusalém, 6 de dezembro de 1915. Membro da Pontifícia Comissão para a Interpretação Autêntica do Código de Direito Canônico, 1917. Prefeito de Congregação para a Evangelização dos Povos, 12 de março de 1918 até sua morte.
Eleito arcebispo titular de Cesaréia na Mauritânia, em 25 de abril de 1918. Consagrado, em 19 de maio de 1918, na Capela Sistina, pelo Papa Bento XV, auxiliado por Giovanni Nasalli Rocca di Corneliano, arcebispo titular de Tebe, esmola particular de Sua Santidade, e por Agostino Zampini, OSA, bispo titular de Porfireone, sacristão de Sua Santidade. Participou do conclave de 1922, que elegeu o Papa Pio XI. Camerlengo do Sacro Colégio dos Cardeais, 11 de dezembro de 1922 até 23 de maio de 1923. Legado papal ao 27º Congresso Eucarístico Internacional, Amsterdã, Holanda, 2 de julho de 1924; ao Congresso de Missionologia, Einsiedeln, Suíça, 15 de outubro de 1928. Ele era conhecido por seu rigor e severidade e, mesmo como cardeal, vestia o simples hábito preto de sua ordem, permitindo apenas uma pequena faixa vermelha no colarinho para indicar sua classificação.
Morreu em 30 de agosto de 1932, em um hospital de Maastricht, após ficar doente ao retornar de uma visita à Dinamarca. Sepultado na cripta da igreja redentorista daquela cidade. Sete anos depois, seus restos mortais foram colocados sob um monumento especificamente construído em sua memória na própria igreja